# System irygacyjny Jianan

Mapa systemu irygacyjnego

System irygacyjny Jianan (chiń. 嘉南大圳; pinyin Jianán Dàzùn; pe̍h-ōe-jī Ka-lâm Tōa-chùn) – system kanałów i urządzeń hydrotechnicznych, znajdujący się na południowo-zachodnim wybrzeżu Tajwanu.
Zbudowany został w okresie rządów japońskich, między 1920 a 1930 rokiem. Koszt inwestycji wyniósł 54 miliony jenów. Obejmujący obszar 275 km² system skierował wody rzeki Zengwen Xi dzięki zaporze do sztucznego zbiornika i dalej na nieurodzajne dotąd tereny równiny Jianan, czyniąc z niej rolnicze zaplecze wyspy.